# Mikhaïl Evstafiev
Pour les articles homonymes, voir Evstafiev (homonymie).
Mikhaïl Aleksandrovitch Evstafiev (en russe : Михаи́л Алекса́ндрович Евста́фьев), né en 1963 à Moscou, est un artiste russe, photographe et écrivain.

## Biographie

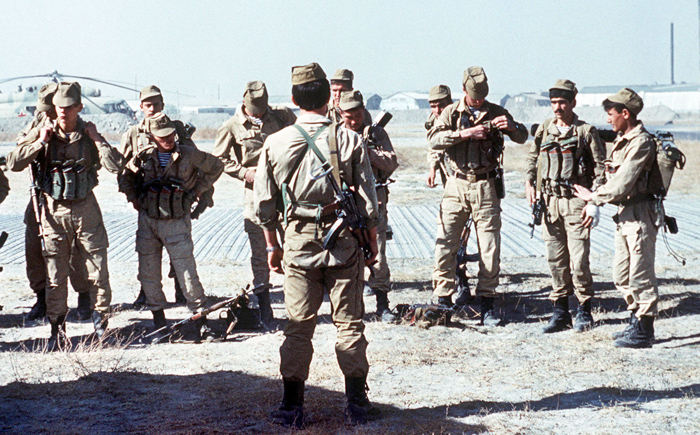
Spetsnaz soviétique en Afghanistan en 1988.

Mikhaïl Evstafiev s'adonne à la peinture et la photographie dès son plus jeune âge. Sa mère, sa grand-mère et son arrière-grand-père, tous sculpteurs, l’ont inspiré dans le cheminement de son propre style artistique.
Au cours des années 1980, il sert en Afghanistan pendant deux ans. Plus tard, il publie le roman Two Steps from Heaven (en) (À deux pas du Paradis) à propos de l'invasion soviétique en Afghanistan.
Puis il couvre les guerres et conflits armés en Bosnie-Herzégovine, Tchétchénie, Géorgie, Haut-Karabagh, Tadjikistan et Transnistrie.
Mikhaïl Evstafiev a exposé ses œuvres notamment en Chine, Russie, États-Unis et dans plusieurs pays européens et ce dans de nombreux lieux prestigieux comme le centre de congrès du palais Hofburg à Vienne, le palais d'État du Kremlin, le hall d'exposition Maly Manezh et la Maison centrale des artistes de Moscou, et dans le Grand Central Terminal de la ville de New York.
Ses peintures et photographies font partie des collections de la Maison moscovite de la photographie, SOLMS et de la Galerie der Leica Camera AG ; ainsi que des collections privées en Autriche, Grande-Bretagne, France, Russie et États-Unis. Son travail fut aussi publié dans des magazines et journaux internationaux, ainsi que de nombreux livres.